# Dispositiv
Dispositiv lagstiftning innebär lagstadganden som går att avtala bort och därmed inte behöver följas. Parter kan komma överens om ett avtal med annan innebörd utan att lagen hindrar detta. Om inget annat avtalats gäller lagens bestämmelser.
Det förekommer att enbart vissa bestämmelser (vissa paragrafer) i en lag är dispositiva.
Motsatsen till dispositiv lagstiftning är tvingande lagstiftning.

## Svensk lagstiftning
I svensk lagstiftning förekommer dispositiv lagstiftning inom avtalsrätt i förhållanden mellan jämbördiga parter, endera fysiska personer eller juridiska personer. Exempel på en dispositiv lag är Köplagen (KöpL). Notera att Konsumentköplagens (KKL) regler är tvingande till konsumentens fördel.
Den svenska modellen inom arbetsrättens område bygger till stor del på dispositiva bestämmelser som sedan blir förhandlingsfråga mellan arbetsmarknadens parter. Vanligen används begreppet semidispositiv lagstiftning när kollektivavtal krävs för att frångå bestämmelserna i lagen.
Exempel på ett dispositivt stadgande är första paragrafen i skuldebrevslagen, som lyder Utfärdar någon skuldebrev, svare han för sin förskrivning; dock äge han, där ej annat må anses avtalat, utan hinder av förskrivningen göra gällande invändningar beträffande rättsförhållande som föranlett handlingens utfärdande. Paragrafen stadgar sålunda vad som gäller om parterna inte har kommit överens om att något annat ska gälla.